# Juan Hernández Luna
Juan Hernández Luna, né le 19 août 1962 à Puebla, au Mexique, et mort le 8 juillet 2010 à Mexico, est un écrivain mexicain, auteur de roman policier.

## Biographie
Il fait des études d'art dramatique qu'il ne termine pas. Après avoir écrit pour plusieurs journaux mexicains, il publie en 1990 son premier roman, Unico territorio.
Après Le Corbeau, la Blonde et les Méchants (Quizás otros labios) paru en 1994, il écrit en 1996 Du tabac pour le puma (Tabaco para el puma) pour lequel il est lauréat du Premio Hammett (es) 1997. Il obtient à nouveau ce prix littéraire en 2007 pour Cadáver de ciudad.
Avant son décès prématuré en 2010, il est considéré par Paco Ignacio Taibo II comme « le plus dur, le meilleur, la relève du nouveau roman noir de son pays ».

## Œuvre

### Romans
- Unico territorio (1990)
- Naufragio (1993) Publié en français sous le titre Naufrage, Marseille, L'Écailler du Sud, coll. « Spéciales » (2005)  (ISBN 2-914264-77-1)
- Quizás otros labios (1994) Publié en français sous le titre Le Corbeau, la Blonde et les Méchants, Nantes L'Atalante, coll. « Bibliothèque de l'évasion » (1998)  (ISBN 2-84172-068-3)
- Tabaco para el puma (1996) Publié en français sous le titre Du tabac pour le puma, Nantes, L'Atalante, coll. « Insomniaques et ferroviaires » (1999)  (ISBN 2-84172-115-9)
- Tijuana dream (1998)
- Yodo (1999) Publié en français sous le titre Iode, Marseille, L'Écailler du Sud, coll. « L'Atinoir » (2009)  (ISBN 978-2-918112-00-6)
- Las mentiras de la luz (2004) Publié en français sous le titre Fausse Lumière, Marseille, L'Écailler du Sud, coll. « L'Atinoir » (2007)  (ISBN 978-2-35299-005-5)
- Me gustas por guarra, amor (2005)
- Cadáver de ciudad (2007)

### Biographie
- Se llamaba Emiliano (biographie d'Emiliano Zapata) (1999) signée Ivan Degollado
- No hay virtud en el servilismo (biographie de Ricardo Flores Magón) (2001)

### Autres ouvrages
- Crucigrama (coécrit avec Dolores Zambrano) (1990)
- De outsiders y otros fantasmas (2006)

## Prix et distinctions
- Premio Hammett (es) 1997 pour Tabaco para el puma
- Premio Hammett (es) 2007 pour Cadáver de ciudad

## Sources
: document utilisé comme source pour la rédaction de cet article.
- Claude Mesplède (dir.), Dictionnaire des littératures policières, vol. 1 : A - I, Nantes, Joseph K, coll. « Temps noir », 2007, 1054 p. (ISBN 978-2-910-68644-4, OCLC 315873251), p. 958-959